# Chef-d'œuvre

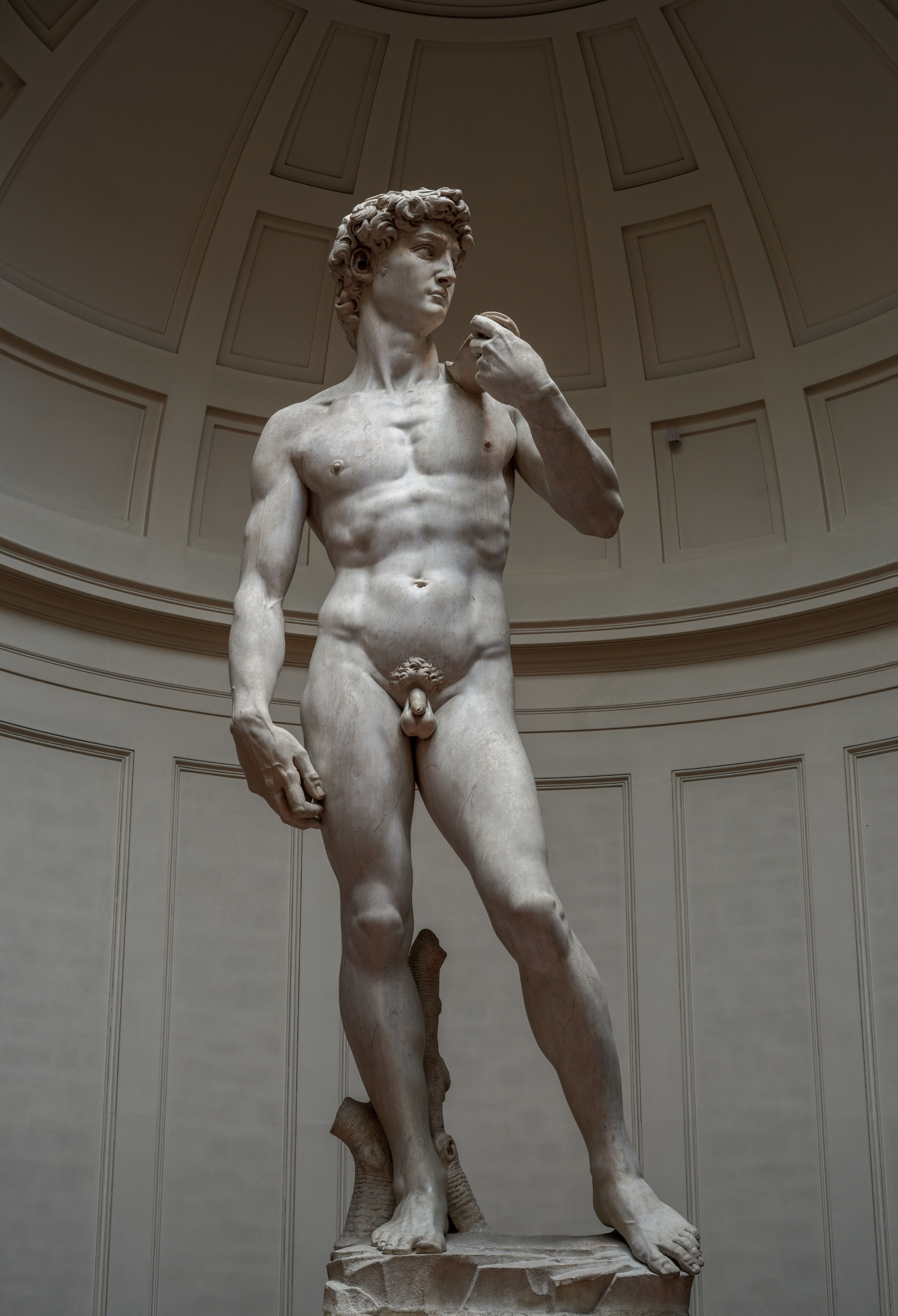
Le David, statue réalisée par l'Italien Michel-Ange au début du XVI, est un chef-d'œuvre de la sculpture de la Renaissance.

Un chef-d'œuvre est une œuvre accomplie en son genre. Ce terme est habituellement utilisé dans le domaine des arts, pour souligner la perfection de l'œuvre, issue de la maîtrise de l'artisan ou de l'artiste et souvent couplée à une imagination remarquable. Par extension, on utilise ce terme pour signifier qu'il s'agit de l'œuvre la plus importante ou la plus aboutie d'un auteur, ou encore qu'elle est la meilleure représentation d'un mouvement artistique.
Si pour Hegel, les chefs-d'œuvre sont goûtés « de toutes les nations et de toutes les époques », la capacité d'évaluation qui permet de reconnaître qu'une œuvre est telle est fortement dépendante de la culture. Ce qui est acclamé dans une région du monde ne l'est pas nécessairement dans une autre ; et le « chef-d'œuvre » plaît au public « éclairé », à la critique, aux spécialistes, mais pas nécessairement au grand public.

## Évolutions de la définition
Dans son sens d'origine, le chef-d'œuvre est la pièce qui marque l'achèvement de la formation de l'artisan, qui va passer, par cette production, du statut de compagnon à celui de maître, quelques années après son passage de la position d'apprenti à celle de compagnon. À l'époque classique, l'artiste se différencie progressivement de l'artisan, en ce qu'il ne produit, en principe, que des pièces uniques. En France, le morceau de réception à l'Académie royale de peinture et de sculpture occupe, à partir de la fin du XVIIe siècle, la place du chef-d'œuvre dans les guildes dont cette organisation cherche à se différencier. Au XVIIIe siècle, l'expression « chef-d'œuvre » comme métaphore exprimant l'admiration à l'égard d'une œuvre se généralise avec l'essor de la critique artistique et devient le sens courant alors que disparaît la formation par compagnonnage.

« Le chef-d'œuvre était anciennement la preuve de l'excellence que devait présenter l'artisan pour être promu à la maîtrise dans sa corporation. Le terme a pris une nouvelle signification depuis la fin du XVIIIe siècle, période marquée par la formation d'un nombre croissant de musées, dont celle du musée du Louvre en 1793. L'élection de certaines œuvres jugées, selon des critères propres à chaque société, au-dessus des autres reflète l'évolution du goût. Mais la permanence dans l'estime et la fascination qu'exercent certains chefs-d'œuvre peuvent donner à penser que ceux-ci se situent au-delà des fluctuations du goût, à un niveau complexe de rapports entre le spectateur et l'œuvre, de façon, semble-t-il, objective. »

— Qu'est-ce qu'un chef-d'œuvre ?
Cependant, la réputation d'une œuvre tient également à l'action de coteries artistiques, souvent mêlées d'amitiés politiques. En France, pendant la Révolution et la Restauration, la question de ce qu'est un « chef-d'œuvre » prend un tour nettement polémique : « On vend à d'Arlincourt un encens idolâtre, Tandis qu'en un grenier, d'un nouveau Malfilâtre Le chef-d'œuvre inconnu languit dans l'abandon, Pour avoir marchandé l'honneur du feuilleton ».
En 1831, Balzac approfondit la question dans une des Études philosophiques de La Comédie humaine, Le Chef-d'œuvre inconnu. Ce qui fait la qualité d'un ouvrage pour l'artiste, pour ses collègues, pour le public, n'est sans doute pas de même nature ; ce que l'artiste considère comme son travail le plus abouti — son chef-d'œuvre — n'est pas souvent ce qui plaît le plus au public.
À partir du milieu du XIXe siècle, l'importance des commandes officielles diminue au profit de celle du marché de l'art. En peinture et en sculpture comme en littérature et plus tard au cinéma, l'opinion de la critique et des milieux « éclairés » continue à déterminer la qualification de « chef-d'œuvre », plutôt que le succès auprès du grand public et la valeur commerciale.
Cependant, Étienne Souriau estime que, malgré la variations des critères et l'influence de modes passagères, certaines œuvres ont une importance particulière, dont une des raisons est leur pouvoir de servir d'exemple pour illustrer un courant, un style, un genre. La notion de chef-d'œuvre n'est ni subjective (elle est collective), « ni inutile, ni dangereuse, si on prend soin de la corriger en évitant […] académisme et […] exclusivisme » ; et dire qu'un artiste a fait, dans telle œuvre, son chef-d'œuvre, c'est dire qu'il est arrivé alors à la pleine maîtrise de son art.